# سین لقی ونینی
سین لقی ونینی (اکدی: 𒁹𒀭𒌍𒋾𒀀𒅆 md30-TI-ER2) یک آشیپو بوده، که احتمالاً بین سال‌های ۱۰۰۰ تا ۱۳۰۰ قبل از میلاد در بین‌النهرین زندگی می کرد. به طور سنتی تصور می شود که او بهترین نسخه حفظ شده حماسه گیلگمش را گردآوری کرده‌است. نام او در خود متن ذکر شده‌ است، که برای آثاری که به خط میخی نوشته شده، نامتعارف محسوب می شود.

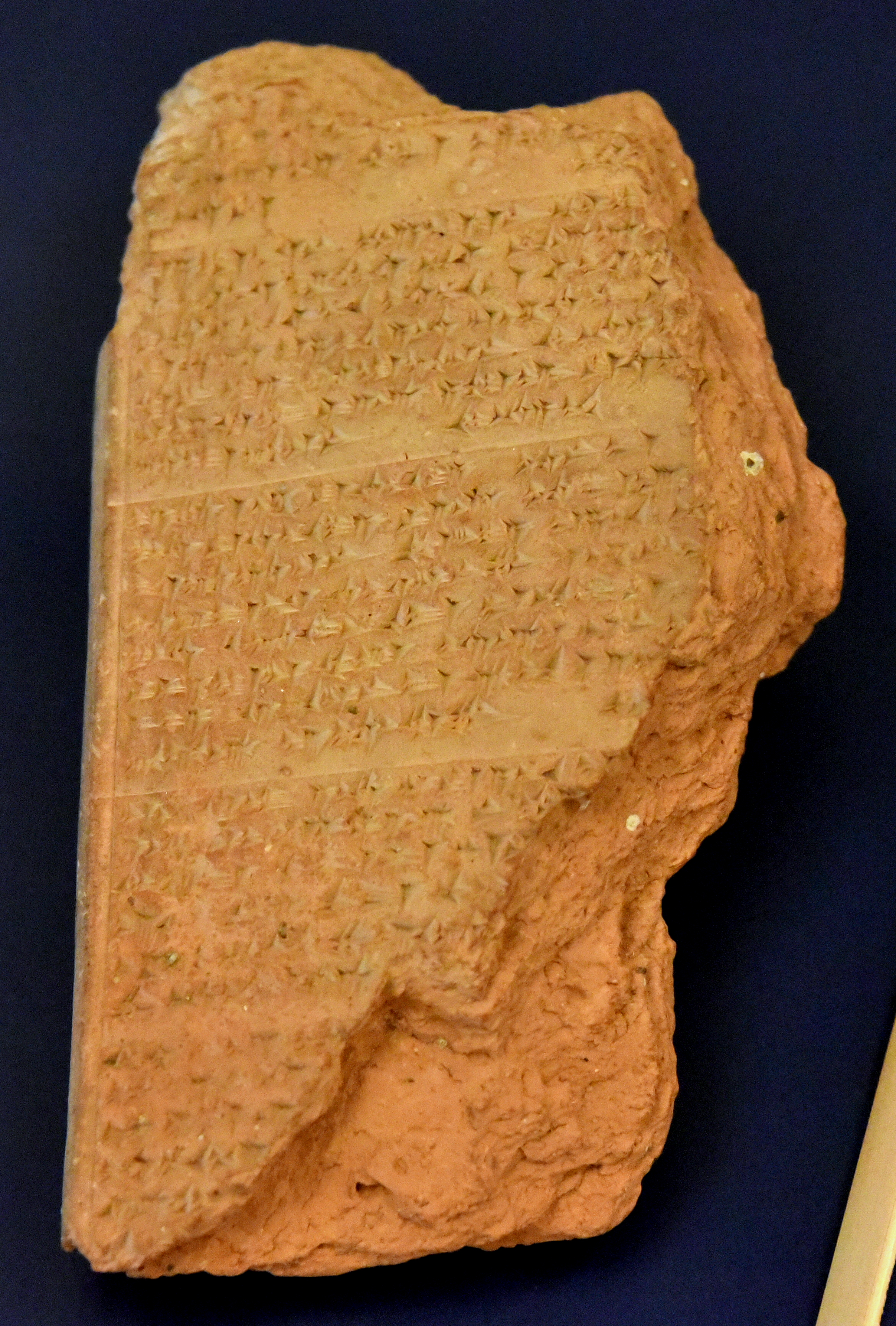
لوح گلی حماسه گیلگمش از هاتوسا ترکیه. قرن سیزدهم قبل از میلاد موزه Neues، آلمان.jpg

نسخه او را با "خط اول" یا «ša nagba īmuru» («کسی که اعماق را دید» یا «کسی که پرتگاه را دید» می شناسند. میزان تفاوت نسخه او با متون قبلی مشخص نیست. اندرو آر. جورج استدلال می‌کند که سین لقی ونینی «به [حماسه گیلگمش] شکل نهایی و ثابت داد». تیگای تصدیق می‌کند که سین لقی ونینی «عظمت گیلگمش را از کردار به کسب دانش تغییر داد».
پیش درآمد، تنها نمونه روایت اول شخص توسط سین لقی ونینی است. نسخه او شامل داستان سیل اوتناپیشتیم در لوح ۱۱ ام (XI) و در لوح ۱۲ ام (XII)، گیلگمش سومری، انکیدو و جهان هلند است.
نام سین لقی ونینی به معنای "سین (خدای ماه) کسی است که دعای مرا می‌پذیرد". همچنین گاهی، البته به احتمال کمتر، به صورت «سین لقی ونینی» به معنای «ای سین! دعای مرا بپذیر» نیز تعریف شده است.
چندین خانوادۀ اروک در دوره‌های نو بابلی، هخامنشی و سلوکی ادعا می‌کردند که سین لقی ونینی جد آن ها بوده‌است، به ویژه آن‌هایی که به عنوان کاتب و کالو عمل می‌کردند و چیزی شبیه به «سلسله روشنفکران» ایجاد می‌کردند. سین لقی ونینی ممکن است یک شخصیت افسانه‌ای باشد که فهرستی از هزاره اول قبل از میلاد او را به عنوان "شورای خردمند گیلگمش" توصیف می‌کند.

## یادداشت ها
1. ↑  The prologue traditionally attributed to Sîn-lēqi-unninni was found in an earlier manuscript from Ugarit.[۴]